# Hypatopa hera
Hypatopa hera  (лат.) — вид мелких молевидных бабочек рода Hypatopa из семейства сумрачные моли (Blastobasidae, Gelechioidea). Эндемик Коста-Рики (Центральная Америка). Длина передних крыльев 5,5 мм. Окраска задних и передних крыльев коричневая. Обладает сходством с видами Hypatopa limae и Hypatopa arxcis, отличаясь от них деталями строения гениталий. Вид был впервые описан в 2013 году американским лепидоптерологом Дэвидом Адамски (David Adamski, Department of Entomology, Национальный музей естественной истории, Смитсоновский институт, Вашингтон) и назван в честь богини Геры из древнегреческой мифологии.